# Ludwig Noé
Ludwig Noé (* 3. Oktober 1871 in Zweibrücken; † 19. April 1949 in Zug) war ein deutscher Industrieller und Politiker.

## Leben
Noé besuchte die Oberrealschule in Zweibrücken und studierte an der Technischen Hochschule in Karlsruhe, wo er sein Ingenieurexamen ablegte. Seine berufliche Laufbahn begann er bei der Dinglerschen Maschinenfabrik in Zweibrücken. 1898 wechselte er zur Firma von Rudolf Diesel in die Dieselmotorenfabrik Augsburg, 1901 zur Hanomag (Hannoversche Lokomotivfabrik) in Hannover und 1905 als Oberingenieur zur Germaniawerft in Kiel. 1910 wurde er Direktor der Ascherslebener Maschinenfabrik und 1919 Generaldirektor der Danziger Werft und Eisenbahnwerkstätten A.G., ab 1932 zeitweise: The International Shipbuilding and Engineering Company Limited. In Danzig wurde Noé zudem als ordentlicher Professor an die Technische Hochschule berufen. Sein Bruder Hermann Noë war Direktor der F. Schichau GmbH (Schichau-Werft) in Danzig.
Noé war Mitglied des Vorstandes des Vereins Deutscher Maschinenbau-Anstalten und der Schiffbautechnischen Gesellschaft. Von 1924 bis 1927 war er Vorstandsmitglied des Vereins Deutscher Ingenieure (VDI). Otto Dix porträtierte ihn 1928 als Werftdirektor vor dem Hintergrund der Danziger Werft. Das Gemälde hängt in der Ostdeutschen Galerie in Regensburg.

## Politik
Noé gehörte von 1920 bis 1924 dem Danziger Volkstag für die Deutsche Demokratische Partei an und war finnischer Generalkonsul in der Freien Stadt Danzig. Er war auch Delegierter der Freien Stadt Danzig beim Völkerbund in Genf. Im Senat Sahm I war er von 1920 bis 1921 Senator für Staatsbetriebe.